# Подібність трикутників

Подібні трикутники

Трикутники в евклідовій геометрії називають подібними, якщо їхні кути відповідно рівні, а сторони  — відповідно пропорційні.
Встановити подібність трикутників можна за допомогою однієї з трьох ознак:
1) Перша ознака подібності трикутників (за двома кутами)
     Якщо два кути одного трикутника відповідно дорівнюють двом кутам другого трикутника, то такі трикутники є подібними.
2) Друга ознака подібності трикутників (за двома сторонами і кутом між ними)
     Якщо дві сторони одного трикутника пропорційні двом сторонам другого трикутника і кути, утворені цими сторонами, рівні, то такі трикутники є подібними.
3) Третя ознака подібності трикутників (за трьома сторонами)
     Якщо три сторони одного трикутника пропорційні трьом сторонам другого трикутника, то такі трикутники є подібними.